# Dean Cain

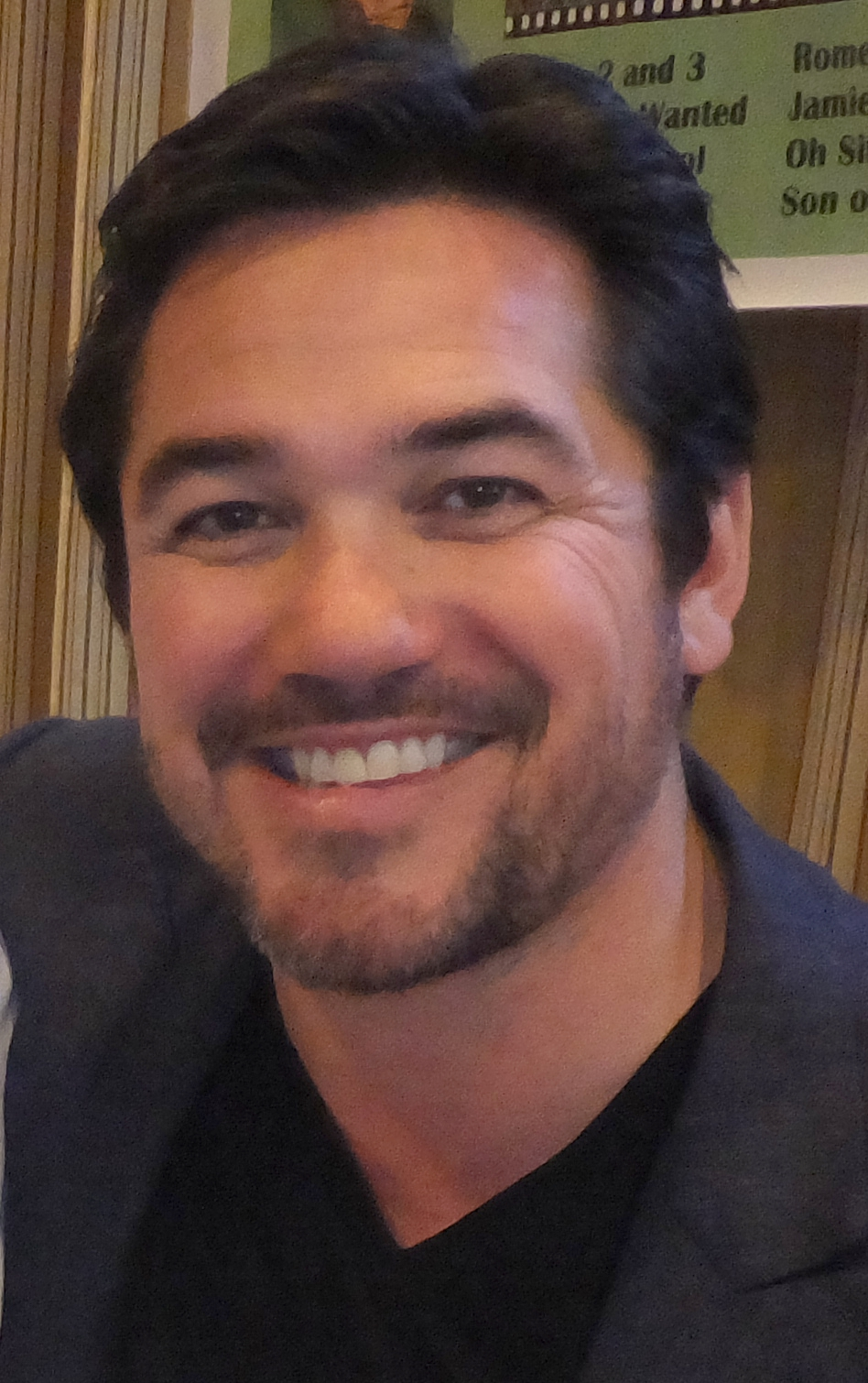
Dean Cain (2014)

Dean Cain (geboren Dean George Tanaka; * 31. Juli 1966 in Mount Clemens, Michigan) ist ein US-amerikanischer Schauspieler. Er wirkte in vielen Fernseh- und Kinoproduktionen mit. Seine bekannteste Rolle hatte er als Clark Kent in der Fernsehserie Superman – Die Abenteuer von Lois & Clark.

## Leben
Seine Eltern, die Schauspielerin Sharon Thomas und der US Army-Angehörige Roger Tanaka, ließen sich bereits vor seiner Geburt scheiden. Seine Mutter heiratete später den Regisseur Christopher Cain, der ihn adoptierte, und zog nach Malibu (Kalifornien).
Schon an der Santa Monica High School zeichnete sich sein sportliches Talent ab. Als er 1984 seinen Abschluss machte, lehnte er 17 Sportstipendien ab, um an der Princeton University zu studieren, wo er Kapitän des Volleyballteams wurde.
Cain machte 1988 seinen Abschluss in Princeton und trat den Buffalo Bills, einem Footballteam in der NFL bei, aber eine Knieverletzung während des Trainings beendete seine Football-Karriere, bevor sie richtig begonnen hatte. Er begann dann, Drehbücher zu schreiben und zu schauspielern und trat in dutzenden Werbespots und Fernsehshows, darunter Grapevine, College Fieber und Beverly Hills, 90210, auf. Im Jahre 1993 übernahm Cain die Rolle des Superman in der gleichnamigen Fernsehserie, die bis 1997 lief. Sein Schaffen umfasst mehr als 210 Film- und Fernsehproduktionen.
1998 gründete Cain die Produktionsfirma Angry Dragon Entertainment, die die Fernsehserie Ripley's Believe It Or Not von TBS Superstation produzierte.
Bei den Präsidentschaftswahlen 2024 wählte Cain Donald Trump. Im August 2025 kündigte Cain bei Fox News an, dass er sich als offizieller Mitarbeiter der Einwanderungsbehörde ICE vereidigen lassen wolle, um bei massenhaften Abschiebung von Migranten aus den USA zu helfen, da das Einwanderungssystem „kaputt“ sei.

## Sonstiges
- Cain ist japanischer, französisch-kanadischer, irischer und walisischer Herkunft.
- Entgegen seiner bekanntesten Fernsehrolle leidet Cain unter Flugangst.
- Im deutschsprachigen Raum wird er hauptsächlich von Sascha Draeger und Charles Rettinghaus synchronisiert.

## Filmografie (Auswahl)

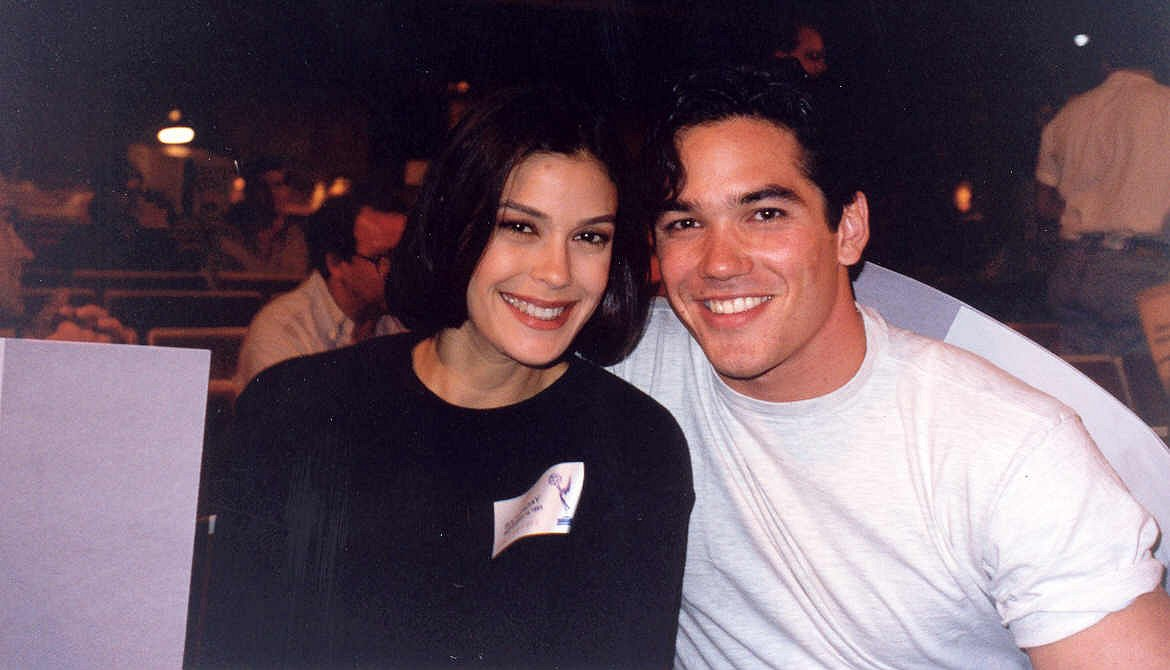
Dean Cain (rechts) mit Teri Hatcher bei den Emmy Awards 1993

### Filme
- 1990: U-Boot – Academy
- 1992: Miracle Beach – Sonne, Sex und 1000 Träume
- 1997: Bloody Wedding – Die Braut muss warten
- 1998: Futuresport
- 1998: Gejagt und in Ketten gelegt (Dog Boys)
- 2000: Flight of Fancy – Sturzflug ins Paradies
- 2000: Der Club der gebrochenen Herzen: Eine romantische Komödie
- 2000: Warhammer – Der finale Krieg (For the Cause/Final Encounter)
- 2000: Kein Alibi – Dunkles Geheimnis
- 2000: Militia
- 2001: Phase IV
- 2001: New Alcatraz
- 2001: Rat Race – Der nackte Wahnsinn
- 2001: Out of Time – Der tödliche Auftrag
- 2002: Breakaway – Ein knallharter Coup (Christmas Rush)
- 2002: Dark Descent
- 2002: The Glow – Der Schein trügt
- 2003: Out of Time – Sein Gegner ist die Zeit
- 2003: Dragonfighter
- 2004: (K)Ein fast perfekter Mord (The Perfect Husband - The Laci Peterson Story)
- 2004: I Do (But I Don´t)
- 2004: Bailey’s Billion
- 2004: Apokalypse Eis (Post Impact)
- 2004: Lost
- 2005: Mayday – Katastrophenflug 52 (Mayday)
- 2006: Dead and Deader – Die Invasion der Zombies
- 2006: 10.5 – Apokalypse (10.5: Apocalypse)
- 2006: Eine Hochzeit zu Weihnachten (A Christmas Wedding)
- 2007: Final Approach – Im Angesicht des Terrors
- 2007: Crossroads: A Story of Forgiveness
- 2008: Projekt Traummann
- 2008: Making Mr. Right
- 2009: Ein Hund rettet Weihnachten (The Dog Who Saved Christmas, Fernsehfilm)
- 2011: 5 Days of War
- 2010: Arctic Predator – Der weiße Tod (Arctic Predator, Fernsehfilm)
- 2010: Ohne jede Spur (Abandoned)
- 2010: Tötet Katie Malone (Kill Katie Malone)
- 2010: Ein Hund rettet die Weihnachtsferien (The Dog Who Saved Christmas Vacation, Fernsehfilm)
- 2010: Bed & Breakfast
- 2011: Ein Hund rettet Halloween (The Dog Who Saved Halloween, Fernsehfilm)
- 2012: The Dog Who Saved the Holidays (Fernsehfilm)
- 2013: Ein Wunder zur Weihnachtszeit (Holiday Miracle)
- 2014: Airplane vs. Volcano
- 2014: Gott ist nicht tot (God's Not Dead)
- 2014: A Belle for Christmas
- 2015: The Black Hole
- 2015: Ein Hund rettet den Sommer (The Dog Who Saved The Summer, Fernsehfilm)
- 2015: Vendetta
- 2016: Broadcasting Christmas (Fernsehfilm)
- 2023: Condition of Return

### Fernsehserien
- 1992: College Fieber
- 1992: Beverly Hills, 90210
- 1993–1997: Superman – Die Abenteuer von Lois & Clark
- 1999: Fantasy Island
- 2003: Frasier
- 2004: Ladycops
- 2005: Law & Order: Special Victims Unit (Gastauftritt)
- 2005: Hope and Faith
- 2006: Las Vegas
- 2007: Smallville (7x04 Unsterbliche Liebe) (Gastauftritt)
- 2007: CSI: Miami (Gastauftritt)
- 2011: Burn Notice (Gastauftritt)
- 2011: Der Vietnamkrieg – Trauma einer Generation (Vietnam in HD)
- 2012: Criminal Minds (Gastauftritt)
- 2012: Apartment 23 (3 Folgen)
- 2013–2018: Hit the Floor
- 2015–2017: Supergirl (6 Folgen)